# Bruno Gaspar
Bruno Gaspar, de son nom complet Bruno Miguel Boialvo Gaspar, né le 21 avril 1993 à Évora au Portugal, est un footballeur international angolais. Il joue au poste d'arrière droit à l'Apollon Limassol.

## Biographie
Il évolue en première division portugaise avec les clubs du Vitória Guimarães et du Sporting Portugal.

## Palmarès
Avec le Sporting Portugal :
- Vainqueur de la Coupe du Portugal en 2019
- Vainqueur de la Coupe de la Ligue portugaise en 2019